# 労農派
労農派（ろうのうは）は、戦前の非日本共産党系マルクス主義者集団。1927年創刊の雑誌『労農』に依ったので、こう呼ばれる。日本資本主義論争において講座派と対抗した経済学者、最左派の無産政党に拠った社会運動家、「文戦派」のプロレタリア文学者などからなる。

## 形成過程
日本共産党は1922年7月創立されたとされる（第一次共産党）。堺利彦、山川均、荒畑寒村ら明治以来の古参の運動家も参加しその中心となった。しかし、党員の多くは1924年2、3月頃当時の日本には共産党結成の条件はないとして解党を決定した。荒畑は解散に反対し、事後処理のための少人数の委員会（ビューロー）を作ることを主張し認めさせた。
山川らは、大衆から切り離された少数の革命党ではなく、あらゆる反ブルジョワ階級、社会層を含む広範な無産階級政党を組織し、大衆を成長させながら前衛政党を作っていくことを考え、合法雑誌などで積極的に訴えた。ビューローは、1924年5月合法研究誌『マルクス主義』を創刊した。福本和夫は『マルクス主義』に「結合の前の分離」論（いわゆる福本イズム）に基づく諸論文を投稿し、山川均らを強く批判し、当時の知識人・学生に大きな影響を与えた。福本イズムはのちにコミンテルンに批判され没落したが、福本の影響はその後の共産党にも強く残った。山川らは、当初は『マルクス主義』にも協力していたが、山川批判が激しくなると公然と反論し、『マルクス主義』との関係を絶った。
ビューロー側はコミンテルンの指導もあり1925年1月共産党再建の方針を決定し、1926年12月共産党を正式に再建した（第二次共産党）。コミンテルンが1927年に決定した日本共産党綱領（いわゆる27年テーゼ）は福本とともに山川をも批判し、両者の対立は鮮明になった。荒畑も、第一次共産党以上のセクト主義に反発してビューローを離れ、第二次共産党に参加せず山川と行動を共にした。山川らは自己の拠点として1927年12月雑誌『労農』を創刊し、労農派が形成された。
労農派という名称について、山川は「『労農』の編集同人は「労農派」と呼ばれました。これはもちろんこちらでそう名乗ったわけではなく、一体「派」というものをつくる考えもなし、「派」と呼ばれることは不愉快だったのですが、そういう呼び名をつけられてしまったわけです。」（『山川均自伝』）と述べている。
なお、日本共産党は1928年2月山川均、荒畑寒村の除名を決定したが、労農派側では山川らは第二次共産党には参加せず自ら決別したから除名決定は無意味としている。

## 理論内容
労農派は今日的に言えばネットワーク的集団で、明確な組織・指導部はなかったが、共通の認識はあった。（以下は、『社会主義協会テーゼ』収録・座談会「『社会主義協会テーゼ』学習のために」第一章「労農派と講座派」に基づく）
1. 日本資本主義の性格
  - 明治維新は不徹底なブルジョワ革命であり、天皇制はブルジョワ君主制であり現在（1927年当時）の政治闘争の対象は金融資本・独占資本を中心とした帝国主義的ブルジョワジーである。従って、革命の性格は社会主義革命である。
2. ボリシェビズム・コミンテルンの評価
  - レーニン主義（ボリシェビズム）はロシアの条件に基づいて発展した理論であり、マルクス主義の唯一の発展ではない。日本の社会主義運動の任務は、ドイツ的社会民主主義やロシア的共産主義をまねることではなく、日本の現実から出発することである。革命運動は世界の一中心から指導されるべきものではない。
3. 政党論
  - 一般大衆にとって、資本主義か社会主義かは当面の問題になっていない。したがって、ブルジョワジーに対立するすべての社会層を結集する大衆的・合法的な政党を組織しなければならない。この政党は共同戦線的性質を持つ単一無産政党でなければならない。マルクス主義者はこのような政党の結集と成長に積極的な役割を発揮しつつ、その中で指導力を拡大することである。
4. 労働組合論
  - 労働組合は政党の代置物ではなく、組合運動も統一されなければならない。社会主義革命を目標とする闘争と、日常生活をよくするための闘争を機械的に考えこれを区別し後者を軽視・否定することがあってはならない。

## その後
この派に参加した者の多くが、1938年2月の第2次人民戦線事件で検挙された。戦後は、社会党左派の理論集団社会主義協会に継承され、日本社会党、総評の路線形成（いわゆる日本型社会民主主義）に大きな影響を与えた。

## 主な人物
＊第二次世界大戦前から活動している人物に限る。
経済学者
- 櫛田民蔵
- 大内兵衛
- 猪俣津南雄
- 土屋喬雄
- 向坂逸郎
- 有沢広巳
- 岡崎次郎
- 大森義太郎

社会運動家・政治家
- 堺利彦
- 山川均
- 山川菊栄
- 江田三郎
- 鈴木茂三郎
- 荒畑寒村
- 黒田寿男
- 対馬忠行

文学者
- 葉山嘉樹
- 青野季吉
- 平林たい子
- 小牧近江